# Продавщица (фильм)
«Продавщица» (англ. Shopgirl) — художественный фильм 2005 года производства США, мелодрама, снятая режиссёром Анандом Такером.
Главные роли в этом фильме исполнили Клэр Дэйнс, Стив Мартин и Джейсон Шварцман. Премьера фильма состоялась 21 октября 2005 года в США. Премьера фильма в России — 17 ноября 2005 года.

## Сюжет
Фильм рассказывает историю отношений продавщицы Мирабеллы с двумя мужчинами — молодым чудаком, страдающим синдромом Аспергера, Джереми и уже пожилым Рэем Портером. В итоге через время девушка выбирает молодого Джереми, правда, для того, чтобы завоевать её сердце, ему приходится несколько изменить свой характер.

## В ролях
| Актёр            | Роль               |
| ---------------- | ------------------ |
| Клэр Дэйнс       | Мирабелль          |
| Стив Мартин      | Рэй Портер         |
| Джейсон Шварцман | Джереми            |
| Фрэнсис Конрой   | Кэтрин Баттерсфилд |
| Сэм Боттомс      | Дэн                |
| Шон Кристиан     |                    |
| Джина Доктор     |                    |
| Шэйн Эделман     |                    |
| Энн Мари Хауард  |                    |
| Ребекка Пиджон   | Кристи Ричардс     |
| Джошуа Снайдер   |                    |
| Бриджитт Уилсон  | Лиза Крамер        |